# Mary Beekman
Maria 'Mary' Beekman (Amsterdam, 9 augustus 1884 - Heemstede, 25 oktober 1957) was een Nederlands theateractrice.
In 1903 speelde zij in het Haarlemsch Tooneel, een door Louis Bouwmeester sr. nieuw opgericht theatergezelschap dat beurtelings in Amsterdam en Haarlem optrad. Met dit gezelschap maakte zij een tournee door Nederlands Indië in het seizoen 1905-1906.
In het 1914-1915 seizoen speelde zij in het theatergezelschap van het Koninklijke Vlaamse Schouwburg. Hierna was ze actief in de filmindustrie en verscheen in enkele stomme films van Filmfabriek Hollandia. Uiteindelijk verscheen ze in vijf films.
Beekman was hierna voornamelijk te zien in één-acters, waaronder in Tusschen Twee Vuren in 1919 en Bumble en Corney in 1921. Het is niet bekend wanneer ze met pensioen ging. Ze overleed op 73-jarige leeftijd.